# Псевдокод міста
В авіаційній галузі псевдокод міста, або ідентифікатор офісу є буквено-цифровим ідентифікатором для корпоративного користувача комп'ютерної системи бронювання (CRS) або глобальної системи розподілу (GDS)  як правило, це туристичне агентство. Коди, як правило, мають довжину 3 або 4 символи (хоча система Amadeus використовує до дев’яти символів) і унікальні для конкретного офісу туристичної агенції. Вони використовуються для зв'язку бронювання кожного агентства з агентством, а також для визначення приватних тарифів, доступних агентству. 
Псевдокоди міст (ПКМ) знаходять широке застосування в авіаційній промисловості. Крім ідентифікації конкретного офісу, вони можуть використовуватися для обмеження або розподілу певних привілеїв. Найбільш поширеним з них є конфіденційність: агент, як правило, може бачити тільки замовлення, зроблені в їх ПКМ. Головний офіс туристичного агентства або відділ з продажу квитків можуть мати більший доступ і бачити всі бронювання, зроблені в компанії. Коди також використовуються для обмеження тих, хто може виписувати квитки, обмежуючи доступ тільки агентствам, які мають необхідну підготовку і вимоги закону.
Деякі системи GDS мають "навчальний псевдо", де агенти не можуть робити реальні бронювання.
Ці обмеження також дозволяють авіакомпаніям домовлятися з компанією про тарифи та обмежувати їх лише для окремої компанії. Тільки ті агентства, які входять до цих псевдокодів міст, зможуть отримати доступ до тарифу і продати його. Прикладами GDS є Galileo, Sabre, Amadeus.